# Red majstora znaka
Red majstora znaka (engl. Order of Mark Master Masons) je dodatni red u slobodnom zidarstvu koja postoji u nekim nadležnostima i dodjeljuje stupnjeve zidar znaka (engl. Mark Mason) i majstor znaka (engl. Mark Master).
Slobodni zidari moraju prethodno dosegnuti treći stupanj – tj. postati majstori – u svojoj matičnoj loži prije nego što se mogu prijaviti za članstvo u loži majstora znaka.
Ovaj se stupanj dodjeljuje i unutar Yorčkog obreda, gdje se smatra prvim stupnjem kapitela kraljevskog luka, odnosno prvim od tri tijela koja čine taj sustav. Oba sustava uvelike su slična u svojoj ritualnoj i organizacijskoj praksi.

## Svrha
Slično zanatskom slobodnom zidarstvu, masonerija Znaka prenosi moralne i etičke lekcije koristeći ritualnu alegoriju zasnovanu na izgradnji Hrama kralja Solomona. U ceremonijama masonerije Znaka traži se od kandidata da preuzme ulogu pomoćnika, stoga se stupanj smatra produžetkom stupnja pomoćnika, a prenesene filozofske pouke primjerene su toj fazi u masonskom razvoju kandidata.
Dok stupanj pomoćnika podučava masona kakve su povijesne plaće zidarskih pomoćnika, u stupanju majstora masona znaka uči se masona kako zaraditi tu plaću, kako dokazati da je njegovo djelo njegovo te koja je kazna za prijevaru bila tijekom izgradnje Hrama. Legenda pomiruje angloameričku inačicu Hiramove legende s 3.300 majstora masona Andersonovih konstitucija, čineći ih majstorima znaka ili nadglednicima. Kandidatu se pomaže pri odabiru masonskog znaka te se upoznaje s drugim proširenjem mita o Hiramu, koja se odnose na proizvodnju, gubitak i ponovno pronalaženje završnog kamena Kraljevskog luka.
Povezanost stupnjeva majstora, majstora znaka i kraljevskog luka dodatno se dokazuje u Redu kraljevskih i odabranih majstora.

## Povijest
Prvi zapis o masoneriji znaka u Engleskoj je iz 1769. godine kada je Thomas Dunckerley, kao provincijski veliki nadstojnik, dodijelio stupnjeve masona znaka i majstora znaka na Kapitelu kraljevskog luka u Portsmouthu.
Formiranjem Ujedinjene velike lože Engleske (UGLE) 1813. godine, u osvnivačkom aktu su naveli da će postojati samo tri zanatska stupnja, uključujući Kraljevski luk te isključujući stupanj Znaka. Iz tog razloga, dok se u ostatku svijeta masonerija znaka vezala za poglavlja Kraljevskog luka, u Engleskoj je praktički bila zabranjena od formiranja Ujedinjene velike lože Engleske pa do 1850-ih godina. Grupa škotskih masona ishodila je nelegalan nalog od Kapitela "Bon Accord" u Aberdeenu za osnivanje lože znaka u Londonu. Pokušaj dodavanja masonerije znaka odobrenim zanatskim radovima propao je 1856. godine, a kao odgovor je stvorena Velika loža majstora masona znaka (engl. Grand Lodge of Mark Master Masons). 
Kako se slobodno zidarstvo širilo svijetom u 18. i 19. stoljeću, masonerija znaka se proširila usporedo, sa šest novih velikih loža, dok se stupanj se radio pod alternativnim administrativnim strukturama.

## Administrativna struktura
Administracija masonerije znaka uvelike se razlikuje od nadležnosti do nadležnosti, dok se u svim nadležnostima od kandidata traži da je majstor kako bi imao pravo na ovaj stupanj. U Europi, Aziji i Australiji stupanj znaka se dodjeljuje u ložama s posebnom zaštitiom Velike lože majstora znaka. 
- U Engleskoj i Walesu upravno tijelo je Velika loža majstora masona znaka Engleske i Walesa te njihovih distrikata i prekomorskih loža (engl. Grand Lodge of Mark Master Masons of England and Wales and its Districts and Lodges Overseas), koja također kontrolira stupanj Mornar kraljevske arke. Ovo je zaseban stupanj koji se dodjeljuje majstorima znaka. Svaka loža mornara kraljevske arke je "privezana" za ložu znaka i dijeli njen broj. Redom se upravlja iz Mark Masons' Hall-a u Londonu.
- U Irskoj je za pristupanje Kaptelu kraljevskog luka potreban stupanj majstora znaka. Kapitel kraljevskog luka sastaje se kao loža znaka kada dodjeljuje stupanj kandidatu što ga čini podobnim da na sljedećem sastanku postane mason kraljevskog luka. Loža znaka i kapitel Kraljevskog luka dijele isti nalog unutar irskog sustava.
- U Škotskoj se stupanj znaka može dodijeliti u plavoj loži a tumačiti kao sastavni dio stupnja pomoćnika. Stupanj se također može dodijeliti u Kapitulu Kraljevskog luka kao preduvjet za napredovanje do stupnja najuzvišenijeg majstora, a zatim za uzdizanje do kraljevskog luka.
- U Sjevernoj i Južnoj Americi, dijelovima Europe, Azije i Australije, stupanj se dodjeljuje kao prvi kapitelski stupanj Kraljevskog luka, prvog tijela u sustavu Yorčkog obreda.

## Rasprostranjenost
Red majstora znaka djeluje u više država diljem svijeta. Sve regularne jurisdikcije prate svoje povijesno podrijetlo od Velike lože majstora masona znaka za Englesku i Wales.
Velike lože majstora znaka djeluju na područjima nadležnosti sljedećih regularnih velikih loža temeljem potpisanih konkordata:
- Ujedinjena velika loža Engleske → Velika loža majstora masona znaka Engleske i Walesa te njihovih distrikata i prekomorskih loža[7]
  -  Veliki orijent Nizozemske → Pokrajinska velika loža majstora masona znaka Nizozemske[8]
  -  Regularna velika loža Italije → Pokrajinska velika loža majstora masona znaka Italije[9]
  -  Velika loža britanske masonerije u Njemačkoj (UVLNJ) → Pokrajinska velika loža majstora masona znaka u Njemačkoj[10][11]
  -  Regularna velika loža Belgije → Pokrajinska velika loža majstora masona znaka Belgije[12]
  -  Velika loža Španjolske → Velika loža majstora masona znaka španjolske pokrajine[13]
  -  Nacionalna velika loža Rumunjske → Pokrajinska velika loža majstora masona znaka u Rumunjskoj[14]
  -  Velika loža Bolivije → Pokrajinska velika loža majstora masona znaka Bolivije
  -  Velika loža Austrije
  -  Regularna velika loža Srbije
  -  Ujedinjena velika loža Bugarske
- Velika loža Irske → Vrhovni veliki kaptel kraljevskog luka Irske[15]
- Velika loža Estonije → Velika loža majstora masona znaka Estonije
- Velika loža Finske → Velika loža majstora masona znaka Finske[16]
- Nacionalna velika loža Francuske → Velika loža znaka Francuske ponovno ujedinjena[17]
- Nacionalna velika loža Grčke → Velika loža majstora masona znaka Grčke te njenih prekomorskih loža[18]
- Velika loža "Alpina" Švicarske → Velika loža majstora masona znaka Švicarske[19]
- Velika loža Turske → Velika loža majstora masona znaka Turske[20]
- Regularne velike lože u Brazilu → Velika loža majstora masona znaka Brazila[21]
- Ujedinjena velika loža Queenslanda → Velika loža majstora masona znaka Queenslanda[22]
- Velika loža Južne Australije i Sjevernog teritorija → Velika loža majstora masona znaka Južne Australije i Sjevernog teritorija[23]
- Ujedinjena velika loža Viktorije → Ujedinjena velika loža majstora masona znaka Viktorije[24]
- Ujedinjena velika loža Novog Južnog Walesa i Teritorija australskog glavnog grada → Ujedinjeni vrhovni veliki kaptel znaka i kraljevskog luka Novog Južnog Walesa i Teritorija australskog glavnog grada[25]
- Velika loža Indije → Velika loža majstora masona znaka Indije[26]
- Nacionalna velika loža Togoa → Velika loža majstora masona znaka Togoa
- Velika loža Obale Bjelokosti → Velika loža majstora masona znaka Obale Bjelokosti[27]
- Nacionalna velika loža Gvineje → Velika loža majstora masona znaka Gvineje[27]
- Velika loža Benina → Velika loža majstora masona znaka Benina[27]
- Velika loža Konga → Velika loža majstora masona znaka za Republiku Kongo[27]
- Velika loža Gabona → Velika loža majstora masona znaka Gabona[27]

## Vanjske poveznice
- Grand Lodge of Mark Master Masons
- Mark Master Masons Portal